# Derechos personalísimos
La cuestión de los derechos personalísimos o derechos de la personalidad, que reconoce el derecho de la vida, la libertad, aspectos referidos al honor, etc., insertada así en la legislación y la doctrina universal en el siglo XIX, en la que se tradujeron en un reconocimiento embrionario pero aislado y no metódico hasta que, en el siglo XX, se produce su consagración sistemática, fundamentalmente a través de normas de carácter internacional como la Declaración Universal de los Derechos Humanos (1948) o el Pacto de San José de Costa Rica (1969), que se tradujeron en tratados, pactos y convenciones que redondean un verdadero derecho internacional tuitivo de los derechos de la personalidad, que obliga a los adherentes a adecuar sus legislaciones locales.
En la Constitución de la Nación Argentina estos derechos son reflejados en la reforma de 1994.

## Caracteres
- Absolutos: se oponen erga omnes, es decir pueden ser hechos valer contra todos.
- Innatos, inherentes y necesarios: Porque surgen en el origen de la persona por su solo carácter de su ser individual, existe una unión inseparable entre el sujeto y el objeto del derecho.
- Vitalicios: Se prolongan durante toda la vida de la persona, con algunas excepciones referidas a supuestos que se dan luego del fallecimiento, en los que dichos derechos se trasladan a los herederos.
- Inalienables: estos derechos están fuera del comercio, no pueden ser objeto de cesión o transferencia.
- Extrapatrimoniales: pero tienen repercusión económica o patrimonial en caso de su violación; ergo, de darse su lesión, surge a favor de la víctima un crédito indemnizatorio y la facultad de exigir judicialmente el cese de la acción lesiva si continuara.
- Esenciales: Por opuestos a eventuales.
- Relativamente indisponibles: Puede haber derechos renunciables aunque no transmisibles, como algunos patrimoniales llamados "intuitu personae". Los personalísmos tienen ambas calidades negativas en razón de ser vitalicios, inherentes y necesarios.
- Privados

## Teorías
Sobre la naturaleza jurídica existen dos posiciones, una que niega que los derechos de la personalidad sean derechos subjetivos y otra que postula lo contrario.

### La teoría negatoria
Alfredo Orgaz niega el carácter de derecho subjetivo, para sostener que sólo son bienes jurídicamente protegidos o bienes personales que gozan del más amplio campo de protección jurídica, puede inferirse propiamente derechos subjetivos.
No son derechos subjetivos porque estos en su estructura cuentan con un sujeto- objeto, y en los derechos de la personalidad se incurriría en un contra sentido, al identificarse el sujeto con el objeto la propia persona o el derecho habiente. El derecho subjetivo surge una vez que son lesionados los bienes de la personalidad, es sino el derecho subjetivo de la víctima a perseguir la reparación civil u obtener la condena penal del autor del daño.

### La teoría de los derechos subjetivos
Sus argumentos, sostiene que existe la posibilidad de lesionar, es porque hay algo que es objeto de esa lesión, y ese algo, no es sino un derecho, en este caso inherente a la calidad de la persona del sujeto que la sufre, y que tiene por tanto un deber correlativo respecto de los demás que deben respetarlos. Se está frente a derechos subjetivos que, entre otros caracteres, son absolutos, con una estructura formada por un sujeto activo: su titular, un objeto: los elementos indisolubles de la personalidad: la vida, el honor, la integridad física, etc. y un sujeto pasivo: los demás miembros de la comunidad que deben de abstenerse de perturbar el ejercicio de ese derecho.

## Derecho a la vida
Este derecho es el de mayor magnitud dentro de los personalísimos, ya que reconoce y procura brindar protección, a la condición primaria de todo derecho, como es la vida, entendida esta, como la fuerza sustancial proveniente de Dios o de la naturaleza que impulsa el obrar del ser humano. El derecho a la vida, desde siempre ha sido vastamente reconocido y protegido por la legislación de todo orden.
En nuestro país, el reconocimiento y protección tiene rango constitucional, no se puede desconocer por dicha vía el reconocimiento del derecho a la vida.
Las cuestiones que rozan este derecho en cuanto a su vigencia o no resultan de la realidad diaria, analizaremos el aborto, la eutanasia, el suicidio. Si bien debe incluirse lo relativo a la fecundación asistida.

### Aborto
El Código Civil de Argentina, coherente con los caracteres de innato e inherente a la persona por su sola condición humana, que tiene el derecho a la vida, reconoce la existencia de la persona desde la concepción, denominándolas "personas por nacer" (art.19 c.c) pudiendo de este momento adquirir derechos, que se consideran irrevocablemente adquiridos con el nacimiento con vida (art.21 c.c).
El aborto provocado constituye un intenso debate acerca de si atenta al derecho a la vida, ya que desde un lado se sostiene que desde la concepción, la madre pierde el derecho de disponer sobre su propio cuerpo, sobre el embrión, puesto que este, es una persona distinta de la de su progenitora, con el derecho innato a la vida. Desde otro punto de vista, el aborto se plantea como una realidad social en busca de la legalización y la despenalización, para quienes las mujeres tienen derecho a decidir sobre su propio cuerpo y ejercer su autonomía -en especial cuando se trata de evitar una maternidad no deseada- sin poner en riesgo la salud.
En el marco de este debate, y en particular respecto de la interpretación de (art.19 c.c) y (art.21 c.c) ya mencionados, los dos lados mantienen visiones diferentes:
- Quienes están a favor sostienen que el artículo 21 se superpone al 19 en cuanto a que la existencia ocurre desde la concepción en un sentido retroactivo. Esto es: si muere antes de estar completamente separado del seno materno, será considerado como si nunca hubiera existido (art.21 c.c) por ello, la persona por nacer, es persona pero sujeta a una condición, que nazca con vida, ya que en caso contrario, nunca existió ni existió su personalidad.
- Quienes están en contra sostienen que la relación entre ambos artículos es únicamente con el fin de prevenir fraudes relacionados con las sucesiones y por lo tanto solo se considera a efectos patrimoniales,[1] por lo que la cualidad de persona, y el consiguiente derecho a la vida, no son afectados por lo dispuesto en el art.21 c.c.

#### Jurisprudencia
Se considera aborto la interrupción de la vida humana intrauterina, con la consecuente muerte del feto.
Existen legislaciones en otros países que han despenalizado el aborto, sobre el fundamento de que en el feto no hay persona, no hay ser humano, sino una víscera de la madre, que mantiene el derecho de disponer sobre su propio cuerpo como en Australia, Gran Bretaña, etc. La legislación positiva de Argentina, apoyada en el concepto fundamental designado por su codificador, sanciona el aborto de manera general, y sólo está despenalizado el aborto terapéutico en dos casos: cuando debe recurrirse al de “ultima ratio” por existir peligro de la muerte de la madre, y cuando el embarazo proviene de la violación a una persona demente o retardada.
En lo que hace a la jurisprudencia extranjera, eligiéndose en materia de autorización del aborto, el fallo se motivó en el derecho a la intimidad de la madre y en la consideración de que el embarazo puede dividirse en tres periodos de 3 meses cada uno, en el primer trimestre se autoriza el aborto sin restricción alguna, en el segundo, si bien se autoriza la interrupción del embarazo, se reconoce un interés estatal de preservar la salud de la madre y establece una serie de restricciones en pos de asegurarlo; en el tercero se reconoce un interés estatal de preservar la vida en potencia y solo se autorizaría la interrupción si se encuentra en peligro la vida o la salud de la madre.
En marzo de 2012, la Corte Suprema se pronunció en la sentencia FAL s/medida autosatisfactiva sobre el alcance del permiso para el aborto en casos de violación establecido en el art. 86, inciso 2, del Código Penal. Allí reafirmó que el aborto en caso de violación es un derecho que asiste a todas las mujeres. El fallo estableció que la Constitución y los Tratados Internacionales no sólo no prohíben la realización de abortos sino que por el contrario, impiden castigarlos respecto de toda víctima de una violación. A su vez señaló que los médicos en ningún caso deben requerir autorización judicial para realizar esta clase de abortos, debiendo practicarlos requiriendo exclusivamente la declaración jurada de la víctima en la que manifieste que el embarazo es la consecuencia de una violación.
Sin embargo, este fallo no ha sido acompañado de ningún pronunciamiento público por parte de la autoridad máxima de la política sanitaria del país, el Ministerio de Salud, ni tampoco los Poderes Ejecutivos Nacional y Provincial.

#### Eutanasia
Es otro tópico candente, que debe ser dilucidado a la luz, encontrándose en pugna aquí cuestiones de orden ético-religioso, jurídicas y otras vinculadas a los más puros sentimientos humanos. Significa “la buena muerte”, la muerte benéfica, la muerte buena, más estrictamente consiste en la muerte provocada a una persona que padece una enfermedad terminal, incurable y dolorosa, a fin de evitarle sufrimientos de una larga agonía.
Hay dos tipos de eutanasia:
- Activa o voluntaria: Cuando es provocada directamente por el propio enfermo o a su solicitud.
- Pasiva o por omisión: Cuando se la lleva a cabo a través de la privación de terapias; en ambos casos para llegar al mismo resultado de hacer cesar el sufrimiento del paciente.

En Argentina no está autorizada legalmente, no se encuentra tipificada como delito, por lo que la producción de la muerte de una persona por otra configura el delito de homicidio.
En otros países, sobre todo en los denominados países desarrollados, no se admite la eutanasia activa pero sí la pasiva o por omisión, cuando se trate de una situación límite y las terapias utilizadas para prolongar la vida de la persona, son extraordinarias y carecen de efectividad comprobada, y por lo que se consideró que no había obligación de seguir suministrándoselas. Acá entra en juego el principio de la muerte digna, que entra en colisión con la prolongación de la vida de las personas sin resultados terapéuticos o de curación alguna. En estos casos se estaría vejando la dignidad de la persona a tener esa muerte digna.
- Jurisprudencia “en los casos de eutanasia, los profesionales y demás personas intervinientes en el hecho, son cómplices de un hecho ilícito”.

#### Suicidio
Consiste en la acción y efecto de quitarse la vida, se plantea la cuestión de la falta de justificación moral y religiosa del mismo, aspectos ajenos a ese trabajo y lo atinente a la legislación positiva.
Desde el punto de vista de los derechos personalísimos que tienden a proteger las manifestaciones físicas de la persona y, en especial, la vida de estos, se dice que los titulares de este derecho subjetivo no pueden ejercerlo sin límite alguno. Su derecho no es “sobre la vida”, sino “a la vida”, este es un bien supremo ajeno a la disposición de su titular.
La repulsa a esta figura del suicidio o a su tentativa, no se manifiesta directamente, en la legislación general ni en la penal en especial, ya que de consumarse no se podría ejecutar la pena sobre el autor, y la no punibilidad de la tentativa se funda en una razón práctica, como es la necesidad de no agravar más la situación de la persona que ha intentado suicidarse.
El hecho de que el suicidio o su conato, sean antijurídicos pero no penados por la ley, no permite inferir que se está frente al derecho subjetivo al suicidio, dado que no tendría este su deber correlativo, como los demás derechos subjetivos, constituidos por el deber de abstención de los demás miembros de la comunidad, en este supuesto no podrían perturbar el ejercicio de la facultad de auto eliminarse. Por el contrario, la ley le confiere el carácter de lícito a la actuación de cualquier tercero que intente evitar la consumación, y la ley ha organizado una serie de sanciones indirectas en contra de esta figura y su tentativa, atribuye a esos hechos otras consecuencias jurídicamente disvaliosas, como ocurre con el seguro de vida, que no da cobertura en los casos de suicidio del asegurado.

## Derecho a lalibertad
La Real Academia Española define la libertad como la facultad natural que tiene el hombre de obrar de una manera o de otra, y de no obrar, siendo por ello responsable de sus actos; otra acepción alude a la falta de sujeción o dependencia y estado opuesto a la esclavitud o cautiverio.
Vamos a dar nuestra propia definición... ”es aquella de que goza toda persona por el hecho de ser tal, es decir el derecho personalísimo a la libertad”.
La libertad como derecho de la personalidad, reconoce dos aspectos indisolubles que se muestran como dos caras de la misma moneda, la libertad como estado o poder o independencia de su titular sin sujeción a otro (esclavitud, preso, servidumbre, etc.), y la libertad como derecho o facultad de elegir y ejecutar sin trabas de ninguna naturaleza.
La libertad implícita en el derecho personalísimo a ella, puede ser clasificada en 3 subespecies: libertad externa o de movimientos, que es el poder o independencia del titular del derecho, de desplazarse (entrar, salir, permanecer, moverse en general) según su propia elección. Libertad interna o psicológica, que es el poder o independencia del titular del derecho, de decidir o, determinar un curso de acción u omisión, por si, sin injerencia extraña no querida, es el llamado libre albedrío. Libertad moral es el poder o independencia del derechohabiente de llevar a cabo todo aquello que no está jurídicamente prohibido.
La tutela normativa sobre este derecho es quizás de las más antiguas, la libertad desde siempre ha preocupado y ocupado a los gobiernos, legisladores, movimientos revolucionarios, etc., estimulando permanentemente regulaciones en torno de ella.
La libertad de movimiento está presente en el c.c (art. 531) se establece como condición prohibida habitar siempre un lugar determinado; lo mismo cuando se regula la imposición de la servidumbre de paso a la heredades contiguas, en beneficio de un fundo cerrado sin salida a la vía pública; la nulidad de los actos llevados a cabo bajo el influjo de la vía compulsiva o fuerza física irresistible; nadie puede ser obligado a hacer lo que no quiere o puede; el último reducto de la libertad como se denomina a la intimidad.
El libre albedrío está tutelado y resguardado, al legislarse el dolo como vicio de la voluntad y sancionarse con la nulidad la ejecución de un acto producto del artificio, astucia o maquinación empleada; lo mismo en la institución del error de hecho esencial.
La libertad moral está presente cuando se declaran especialmente prohibidas como condición "mudar o no mudar de religión; casarse con determinada persona; cuando se trate el objeto de los actos jurídicos". Dice el código que lo podrán ser hechos que no sean contrarios a las buenas costumbres o que se opongan a la libertad de las acciones o de la conciencia o que perjudiquen los derechos de un tercero.
La ley garantiza la libertad del modo de vivir, que también afecta a la intimidad, es decir la posibilidad de hacer todo lo que no está jurídicamente prohibido dentro de esa esfera reservada de la privacidad; a esta libertad se encuentra muy ligada otra, la libertad sexual que tiene gran extensión en dicho campo, incluso luego del matrimonio, aunque con diferentes efectos. No se restringe la libertad de ejercer la sexualidad, pero en este caso de negativa o infidelidad por opción libre, surge la responsabilidad del derechohabiente frente a las consecuencias establecidas a partir de la institución del matrimonio.

## Derecho a no serdiscriminado
Puede sorprender que en este relato de los derechos personalísimos, se trate el de la no discriminación (sin razón o injusta), aunque ello no debería ocurrir, si se tiene en cuenta que la reforma constitucional incorporó en el art. 75 inc.22 la jerarquía que revisten las declaraciones, los tratados y convenciones. Los inc.17 y 19 del mismo artículo, aluden al reconocimiento de la preexistencia étnica y cultural de los pueblos indígenas, y a la promoción de la igualdad de oportunidades y posibilidades, sin discriminación alguna. Por su parte el Art.43 de la Constitución de la Nación Argentina, concede la acción de amparo contra cualquier forma de discriminación.
El congreso de la nación había sancionado la ley 23.592, cuyo art. 1º reza:

Quien arbitrariamente impida, obstruya, restrinja o de cualquier modo menoscabe el pleno ejercicio sobre bases igualitarias de los derechos y garantías fundamentales reconocidos en la constitución nacional, será obligado, a pedido del damnificado, a dejar sin efecto el acto discriminatorio o cesar en su realización y a reparar el daño moral y material ocasionado. A los efectos del presente artículo se considerarán particularmente los actos u omisiones discriminatorias determinados por motivos tales como la raza, religión, nacionalidad, ideología, opinión política o gremial, sexo, posición económica, condición social o caracteres físicos.

El dispositivo legal intenta castigar aquel acto discriminatorio que menoscabe un derecho personalísimo, cual es, el de la igualdad. Lo que nos lleva al convencimiento, que no puede considerarse al derecho a la no discriminación ilegítima como un derecho personalísimo, pero bien vale la pena mencionarse, entre los aquí sucintamente reseñados, por la actualidad y vigencia que tiene dentro de la sociedad en que vivimos.
Volviendo al art. 1º señalado, se advierte que se castiga aquel comportamiento arbitrario que distinga o diferencie a las personas, con un trato despectivo o de inferioridad, autorizando el remedio legal, pues lo que se quiere evitar es la discriminación injusta. Entre los supuestos principales de discriminación que se rechaza se encuentran la nacionalidad, la religión, el sexo, la posición económica, social, entre otros.

## Derecho a la integridad física
Como el derecho a la vida, encuentra su tutela en la legislación constitucional, civil, penal, administrativa, etc.; dentro de la legislación civil se ha excluido al cuerpo humano como cosa, tornando en ilícito todo negocio jurídico, que lo tuviera por objeto, incluso si fueren partes renovables del cuerpo humano, como el cabello, la leche materna, la sangre, etc., aclarando que una vez que estos elementos se han desprendido del cuerpo, si son cosas, y pueden ser objeto de transacciones jurídicas, a excepción de la sangre, cuya venta se ha prohibido por la legislación sobre la materia.(ley 22.990).
Además de las cuestiones conexas directas, dentro de este derecho a la integridad física, también existen otros aspectos fundamentales, que exigen un tratamiento más acentuado, que motiva su desarrollo como subespecies incluidas en el género del derecho referido, así:
- El derecho reconocido a la persona de disponer sobre su propio cuerpo y sobre su cadáver y las limitaciones a esa atribución.
- Los recursos legales tendientes a proteger esa atribución frente a una agresión o a una amenaza de agresión por parte de otras personas o del estado.

Tanto la legislación civil, como la jurisprudencia han consagrado la reparación económica a favor de toda víctima de un daño a la integridad física, como el daño estético, es decir, debe repararse toda proyección que ese daño pueda trasladarse sobre la vida individual, familiar, social, o de relación de la víctima.
Desde la doctrina, se ha propugnado la promulgación de una normativa tendiente a restringir el ejercicio de disponer del propio cuerpo, en situaciones que entrañen serio riesgo en la salud del titular o sean contrarios a la ley, la moral o las buenas costumbres.

### Actos de disposición sobre el propio cuerpo

#### Disposición de partes renovables del propio cuerpo
A partir de la exclusión del cuerpo como cosa, y que igual suerte corren las partes renovables de este, en tanto no se hayan desprendido. Con la excepción de la sangre, esas partes luego de su separación, pasan a ser cosas, susceptibles de ser objetos lícitos de negocios jurídicos, ergo, de obligaciones válidas y exigibles por parte de los respectivos sujetos activos de la relación personal. Las partes renovables del cuerpo son admitidas como licitas para ser objeto del negocio jurídico de que se trata, el obligado puede revocar su consentimiento pero deberá resarcir los daños causados.
La sangre como parte renovable del cuerpo, tiene regulación propia, la ley 22.990, que estatuye la donación y utilización de la sangre humana.

#### Trasplantes de órganos
La norma exige para que sea procedente la ablación (extirpación quirúrgica de una parte u órgano del cuerpo) e implante de órganos o materiales anatómicos, que no haya otra terapia alternativa para la recuperación del paciente, además, la ley exige que la ablación e implante encuadre a priori dentro de lo que la reglamentación reconozca como técnicas corrientes o no experimentales, se requiere que no haya peligro de daño grave en la salud del dador y que haya perspectiva cierta de mejoramiento en la salud del receptor. En cuanto a la intervención quirúrgica, la ley exige que sea llevada a cabo por personal médico especializado y en establecimientos médicos autorizados, calificados como tales por la autoridad que establezca la reglamentación de la ley. Debe sumarse la obligación por parte de los jefes de los equipos médicos autorizados, calificados como tales por la autoridad que establezca la reglamentación de la ley, de informar adecuadamente al paciente, sobre los riesgos de la operación a realizar. se debe documentar debidamente la decisión del dador, receptor, los riesgos y secuelas según la opinión médica transmitida.
En lo que hace a la legislación activa y pasiva, es menester que el dador tenga más de 18 años de edad, que preste su consentimiento, el que no puede ser sustituido por el de representante legal alguno y que la ablación sea destinada al implante en un receptor, que sea pariente por adopción, no consanguinidad en el 2.º grado, o sea su pareja en forma pública con no menos de 3 años. Eso tiene dos fundamentos, uno científico respecto al parentesco, por cuanto la ciencia ha acreditado la reducción del rechazo inmunitario en el implante y otro jurídico, que es evitar el comercio de órganos.
Tratamiento especial tiene el trasplante de médula ósea, ya que, podrá llevarse a cabo con el consentimiento de personas que no se encuentran unidas por parentesco alguno.
Los implantes de órganos cadavéricos, ha establecido que toda persona mayor de 18 años que antes de morir no haya manifestado expresamente su voluntad, en contra de la ablación de sus órganos, presume tácitamente la autorización, quedando a salvo la oposición de los parientes, dentro de los límites de la ley.

#### Derecho a la disposición del propio cadáver
El cadáver en este aspecto, es el cuerpo humano privado de vida, o también el cuerpo de la persona luego del fin de su existencia.
En lo atinente a la naturaleza jurídica del cadáver, la doctrina, ha ido inclinándose por la respuesta afirmativa, a la pregunta sobre si luego de acaecida la muerte, el cuerpo se transforma en una cosa. Esto es, luego de muerta una persona, su cadáver pasa a ser una cosa dentro de los términos del art. 2311 Código Civil Argentino, pero se considera que está fuera del comercio, hasta que pase un lapso de tiempo prudencial para transformarse en un cadáver ignoto, en cuyo momento adquiere relevancia para cumplir una tarea social, admitiéndose una cierta comercialidad, para fines de estudio e investigación, etc.
También puede manifestarse la naturaleza jurídica de cosa, ya que ese cadáver, puede destinarse al cumplimiento de fines terapéuticos de extraordinaria importancia en nuestros días, como ya se indicara ut supra al tratar lo relativo a trasplante de órganos cadavéricos.
En cuanto a la legitimidad de las personas para disponer sobre su propio cadáver, excepto lo referido en materia de trasplante de órganos, Art., 62 de la ley 24193, existe un vacío legislativo a su respecto, pero la jurisprudencia, sobre la base del art.15 del C.C., ha sostenido la prevalecía de la voluntad del causante, sobre incluso las creencias religiosas de los herederos; en caso de que el extinto, no hubiere dejado instrucciones sobre su cadáver, serán sus parientes, en orden o grado sucesible, los que han de decidir, en un marco de respeto posible a las creencias del muerto y a los usos y costumbres en general.

## Derecho de rectificación o respuesta (derecho a réplica)
Este tema se ubica dentro de los remedios jurídicos que la ley otorga para hacer más efectivo la protección de los derechos personalísimos, lo cual implica tomar posición respecto a su naturaleza jurídica, la rectificación o respuesta, mal llamada derecho a réplica, no constituye categoría alguna de derecho personalísimo, sino una herramienta o instrumento que frente a una acción o actitud lesiva de alguno de ellos, permite al afectado, a obtener del medio que sirvió de vehículo a la conculcación, sin cargo económico alguna y en las mismas condiciones, a dar su opinión sobre los hechos.
No es «derecho a réplica», porque a través de este instrumento jurídico, no se procura contradecir o contestar las ideas opuestas de nadie, sino esclarecer un dato, una información o noticia mal difundida, aclarar una situación equivocada hecha pública. Es decir la rectificación o respuesta no busca sino la corrección adecuada de esos aspectos o cuestiones erróneos, falsos o injuriantes, dados a conocer al público en general por un medio de comunicación.
Como instrumento que es, su aplicación la encontramos en varios derechos personalísimos sobre todo los vinculados con las manifestaciones espirituales de la persona.

## Derecho a la imagen
Este derecho personalísimo, confiere a su titular la facultad de impedir, que otras personas por cualquier medio, capten o reproduzcan su imagen sin su consentimiento. Este derecho se encuadra dentro de aquellos que protegen la integridad espiritual de las personas.
Puede señalarse que este derecho a la imagen, es distinto o goza de autonomía, del derecho a la intimidad o del honor; el bien jurídicamente protegido en estos, son la privacidad y la honra o reputación, frente al ámbito de la autonomía individual de consentir o no la divulgación de la imagen del titular. Pese a ello se puede a través de la violación al derecho a la imagen menoscabarse los otros dos.
En cuanto a la lesión del derecho que nos ocupa, basta con que se efectivice la reproducción o publicación, para que se ataque el derecho la imagen; en consecuencia, frente a la difusión indebida, el ordenamiento jurídico le otorga a su titular, el remedio correspondiente, esto es, el cese de la divulgación y el resarcimiento que fuese menester.
Por otro lado, es necesario para justificar y neutralizar el carácter lesivo de la difusión, el consentimiento de su titular. Este requisito obra en el art.31 de la Ley 11.723, que establece que el retrato fotográfico de una persona no puede ser puesto en el comercio, sin el consentimiento de ella. Se puede remarcar que <<retrato fotográfico>>, se debe entender en sentido amplio, comprensivo de pinturas, muñecos, fotonovelas, televisión, revistas, diarios, etc.
En doctrina se discute si la voz se encuentra dentro del derecho a la imagen, o, si aquella goza de cierta autonomía
En lo que hace a la esfera de protección de este derecho, tal lo preceptuado por el art. 31 de la ley citada, pareciera ser de extensión limitada, pues se habla del retrato fotográfico puesto en el comercio. Sin embargo, basta la captación de la imagen de una persona sin su consentimiento, para que se vulnere este derecho personalísimo.
Tratándose de incapaces, para que no se perfeccione la lesión es necesario el consentimiento del representante legal; en cuanto a los difuntos, el consentimiento debe ser prestado por el cónyuge, hijos o de estos últimas la publicación es libre
En cuanto a las llamadas <<publicaciones libres>> son aquellas que están vinculadas con fines culturales, científicos, o, son de interés público o se desarrollaren en lugares públicos. Debemos advertir que pese a estar presente la finalidad didáctica, deben tomarse los recaudos que fueren menester para que dicha publicación no sea ilícita u ofensiva.
Jurisprudencia: Nadie tiene el derecho a utilizar publicitariamente la imagen de otro sin su expreso consentimiento, aun cuando esa imagen hubiera sido captada en un lugar público o con motivo de un acto desarrollado en público; no puede utilizarse con fines comerciales sin el debido consentimiento, el cual debe resultar indubitable; de ello deriva el derecho de la persona cuya imagen ha sido utilizada a la reparación del daño moral que considera sufrido por ese solo hecho.
La exhibición pública de una fotografía sin el consentimiento de su titular constituye un acto desaprobado por el ordenamiento jurídico

## Derecho a la intimidad
- Art. 1071 Bis. CC - El que arbitrariamente se entrometiere en la vida ajena, publicando retratos, difundiendo correspondencia, mortificando a otros en sus costumbres o sentimientos o perturbando de cualquier modo su intimidad, y el hecho no fuere un delito penal, será obligado a cesar en tales actividades, si antes no hubieren cesado, y a pagar una indemnización que fijara equitativamente el juez, de acuerdo con las circunstancias; además, podrá este, a pedido del agraviado, ordenar la publicación de la sentencia en un diario o periódico del lugar, si esta medida fuese procedente para una adecuada reparación.

### Requisitos
1) Entrometimiento que mortifique o perturbe la intimidad.
2) Arbitrariedad de la perturbación, pues este derecho está limitado por los intereses públicos, y así no sería arbitraria, por ejemplo:
a) la reproducción de fotos criminales;
b) la investigación de hombres públicos, por tratarse de sucesos de repercusión social donde juega también la libertad de informar;
c) cuando lo piden las propias personas o prestan su consentimiento a la intromisión;
d) el control de la intimidad de los incapaces por sus padres o curadores;
3) En los juicios de divorcio invocar y probar el adulterio del cónyuge.
4) Que el hecho no sea un delito penal.
Ejemplos de afectación al Derecho a la Intimidad: fisgoneo de lugares privados; vigilancia electrónica (intervención de teléfonos, grabadores en recintos privados); aplicación de sueros de la verdad; divulgar el carácter adoptivo de una persona, sin conformidad de los adoptantes.

## Habeas Data
Con la reforma constitucional de 1994, se ha incorporado en el texto de la Constitución Nacional en el artículo 43 que en su tercer párrafo regula el llamado “Hábeas data”, que es un mecanismo procesal, por el cual una persona puede acceder a un registro o banco de datos, sea público o privado, para controlar su veracidad, pudiendo llegar a suprimir información si fuera falsa, o evitar que sea utilizada con fines distintos a los de creación del almacenamiento o con fines discriminatorios. Este derecho fue reglamentado con la sanción de la ley 25.326 en el año 2000.
Quedando reglamentado finalmente el ingreso y conocimiento de los datos propios que consten en distintas bases de datos.

## Derecho a la identidad
La identidad personal supone "ser uno mismo" y no otro, pese a la integración social. Esta raigal y profunda faceta de la existencia, que es la "mismidad" del ser, se erige en un primordial interés personal que requiere de protección jurídica, al lado y de la misma manera que acontece con otros esenciales intereses personales, tales como la libertad o la vida.